# Verwitterungsgrad
Der Verwitterungsgrad bezeichnet eine Einteilung der Stärke bzw. des Fortschritts einer Verwitterung eines Gesteins oder Gebirges. Für allgemeine Gesteine ist eine Unterteilung in vier willkürlich festgelegte Grade üblich, für besondere Gesteine wie Meteorite gibt es besondere Einteilungen.

## Einteilung bei Gesteinen
Folgende Tabelle gibt Auskunft über die verschiedenen Verwitterungsgrade:
| Code | Bezeichnung  | Merkmal Gestein | Merkmal Gebirge                                          |
| ---- | ------------ | --- | -------------------------------------------------------- |
| VU   | unverwittert | unverwittert, frisch, kein Verwitterungseinfluss erkennbar | keine verwitterungsbedingte Auflockerung an Trennflächen |
| VA   | angewittert  | auf frischer Bruchfläche Verwitterung von einzelnen Mineralkörnern erkennbar (Lupe), beginnende Mineralumbildung und Verfärbung                                                                    | Teilweise Auflockerungen an Trennflächen                 |
| VE   | entfestigt   | durch Verwitterungsvorgänge gelockertes, jedoch noch im Verband befindliches Mineralgefüge, meist in Verbindung mit Mineralumbildung, insbesondere mit und an Trennflächen                         | vollständige Auflockerung an Trennflächen                |
| VZ   | zersetzt     | noch im Gesteinsverband befindliches, durch Mineralneubildung verändertes Gestein ohne Festgesteinseigenschaften (zum Beispiel Umwandlung von Feldspäten zu Tonmineralien, von Tonschiefer zu Ton) | Kluftkörper ohne Festgesteinseigenschaften               |

## Einteilung bei Meteoriten
Siehe Hauptartikel: Meteorit
Es gibt eine Klassifizierung nach Braunfärbung durch Eisenoxide (Klassen A, B und C) sowie eine Klassifizierung nach Oxidation und Mineralisierung (Klassen W0 bis W6).